# Славчето
Славчето е планинска седловина в Западна България Област Кюстендил, община Трекляно и Югоизточна Сърбия Пчински окръг, Община Босилеград, между Милевска планина на север-северозапад и Изворска планина на юг – югоизток.
Надморската височина на седловината е 963 m и свързва долините на Треклянска река в България (на изток) и река Драговищица в Сърбия на запад (двете реки са десни притоци на Струма). През нея преминава коларски път, който свързва селата Трекляно, Средорек и Долно Кобиле в България със село Извор и град Босилеград в Сърбия.
В района седловината се намира и едноименната местност Славчето, която представлява обширна поляна и на която на празника Свети дух (през лятото) се провежда ежегоден събор между двете общини – българската и сръбската.

## Топографска карта
- Лист от карта K-34-58. Мащаб: 1 : 100 000.